# Eduard von Glinka Janczewski
Edward Janczewski (Eduard Franciszek Janczewski-Glinka) (14 de diciembre de 1846, Blinstrubiszkach, Samogitia-17 de julio de  1918, Kraków) fue un biólogo (taxónomo, anatomista, morfólogo), rector de la Universidad Jagellónica, y miembro de la "Academia de Aprendizaje ( Akademia Umiejętności") . Se casa con Jadwiga Szetkiewicz (1856-1941).
En 1862, Janczewski obtiene su graduación en Vilna. Luego, estudia Ciencias naturales en la Universidad Jagellónica, y en San Petersburgo. Será profesor de Anatomía Vegetal y de Fisiología, en 1875, en la Universidad Jagellónica, y su rector de 1902 a 1903, enseñando hasta 1913.
En 1876, entra a la "Academia de Aprendizaje", siendo miembro activo en 1885. Y fue también miembro de otras sociedades científicas internacionales: "Academia Nacional de Cherburgo (“Société Nationale Académique de Cherbourg”), Edinburgh Botanical Society, y la parisina Académie des sciences.
Su obra incluye el descubrimiento de como las raíces crecen e inicia los estudios genéticos en el área vegetal. Investigó también algas y setas. Probablemente, su más importante obra sea Monographie des Groseilliers (Ginebra, 1907), conteniendo los resultados de su estudio del género Ribes L.. Allí, describe 133 especies y 21 híbridos; que para esa época era la mitad de todo el taxón mundial. Y esa monografía sigue siendo una de las más importantes publicaciones de la taxonomía de Ribes.
En el Jardín Botánico de la Universidad de Cracovia, Janczewski mantenía una vasta colección de especies de Ribes de todo el mundo. Y el herbario posee especies de Europa, Asia, Norte y Sudamérica, muchas de las cuales las recolectó él mismo. Otras se obtuvieron vía sus contactos con herbarios, Jardines botánicos y con científicos, tales como el naturalista mexicano Fernando Altamirano.

## Algunas publicaciones
- Le parasitisme du Nostoc Lichenoides 1872
- Recherches sur les Porphyria (1872
- O rurkach sitkowych w korzeniach (1874
- Poszukiwania nad wzrostem wierzchołkowym korzeni roślin okrytoziarnowych (1874
- Rozwój pączka u skrzypów 1876
- Zawilec. Anemone. Studyum morfologiczne. 1892-1896 4 vols.
- Trzy metody hodowli drzew owocowych 1896
- Głownie zbożowe na Żmujdzi 1897
- Species generis ribes 1905-1906 3 vols.
- Monographie des groseilliers Ribes L. 1907

## Honores
En reconocimiento a su obra, fue galardonado con el "Premio de Candolle (presea suiza).

### Eponimia
Género
- Janczewskia Solms-Laubach, 1877

Especies
- Lappa janczewskii Dybowski, 1904
- Bromus janczewskii Zapal, 1904
- Poa janczewskii Zapal, 1906
- Ribes janczewskii Pojarkova, 1929
- Anemone janczewskii Giraudias, 1891
- Pulsatilla janczewskii Zapal, 1908
- Salix janczewskii Zapal, 1908

- La abreviatura «Jancz.» se emplea para indicar a Eduard von Glinka Janczewski como autoridad en la descripción y clasificación científica de los vegetales.[1]